# Laureana di Borrello
Laureana di Borrello és un comune (municipi) de la Ciutat metropolitana de Reggio de Calàbria, a la regió italiana de Calàbria, situat a uns 60 km al sud-oest de Catanzaro i a uns 60 km al nord-est de Reggio de Calàbria. A 1 de gener de 2019 la seva població era de 5.005 habitants.
Laureana di Borrello limita amb els municipis següents: Candidoni, Serrata, San Pietro di Caridà, Feroleto della Chiesa, Galatro, Rosarno i San Calogero.